# Popfilter

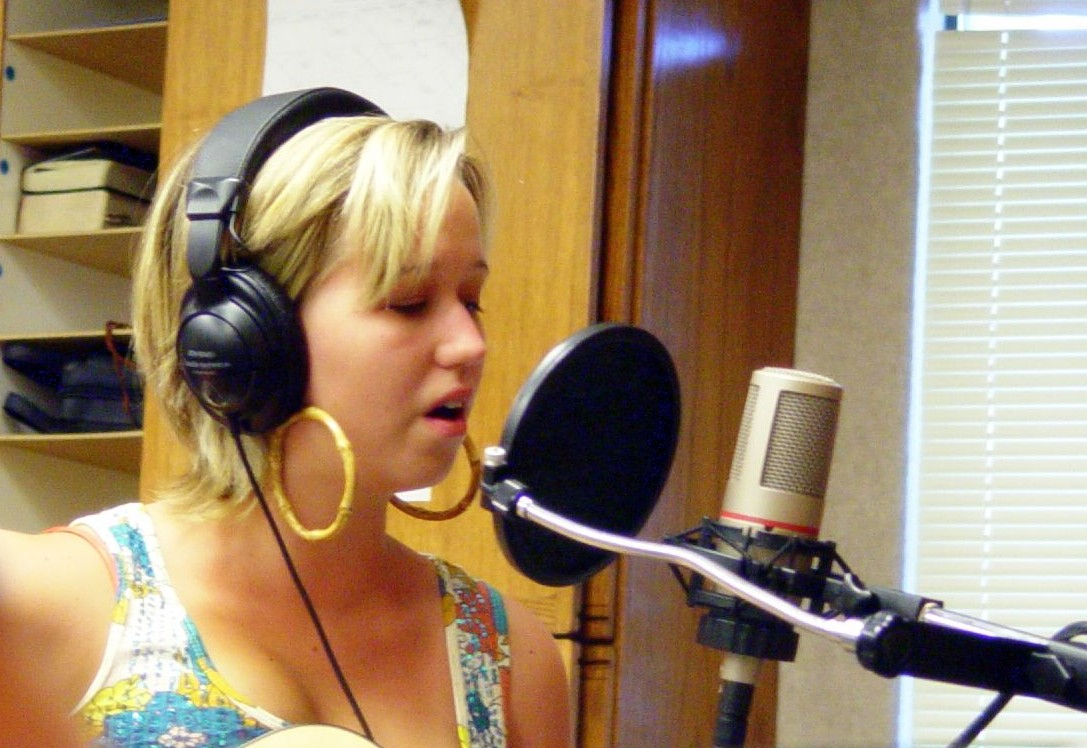
A pop filter használata stúdiófelvétel közben.

A popfilter a hangtechnikában használatos eszköz; közelmikrofonozáskor használjuk a hasznavehetetlen és káros akusztikai tulajdonságú mikrofonszivacsok alternatívájaként.
Nyilvánvalóan azért közelmikrofonozunk, hogy minél közvetlenebb hangot „halljunk”, a tér akusztikai anomáliáitól lehetőleg függetlent, s kompromisszumokat vagyunk kénytelenek kötni a mikrofonok közeltéri tulajdonságaival.
A popfilter az egyedüli, jelenleg ismert megoldás, az előadók szájából erősen kiáramló levegő féken tartására, bizonyos - T, D, B, P - hangzók formálásakor.
Ezen hangzók szinte arrébb „lökik" a membránt, fölösleges túlvezérléseket, torzításokat okoznak, melyeket később rendkívül nehéz orvosolnunk
”A "popfilter" egymástól bizonyos távolságra elhelyezett két szövetdarab együttese, melyek jó esetben akusztikailag, és vizuálisan is „átlátszóak”. Az akusztikai átlátszóság csekély frekvenciafüggést jelent. Ez is egy kompromisszumos megoldás: „valamit, valamiért”. Az előbb említett membránmozgások kellemetlen következményei sokkal súlyosabbak, mint a popfilter akusztikai viselkedése. Tény, minél sűrűbb szövésű a filter, annál hatásosabb a puffogásokra, „dübbenésekre”, viszont annál kevésbé „átlátszó”. Fordítva, éppen az ellenkezője az igaz.

## Fordítás
- Ez a szócikk részben vagy egészben a Pop filter című angol Wikipédia-szócikk fordításán alapul.  Az eredeti cikk szerkesztőit annak laptörténete sorolja fel. Ez a jelzés csupán a megfogalmazás eredetét és a szerzői jogokat jelzi, nem szolgál a cikkben szereplő információk forrásmegjelöléseként.